# Curcuma attenuata
Curcuma attenuata là một loài thực vật có hoa trong họ Gừng. Loài này được Nathaniel Wallich đưa vào danh sách của ông năm 1832 nhưng không có mô tả khoa học kèm theo. Năm 1890, John Gilbert Baker cung cấp mô tả khoa học đầu tiên cho nó. Mẫu vật do Wallich thu thập tại bờ sông Irrawaddy.

## Phân bố
Loài này có tại Myanmar và Thái Lan.

## Mô tả
Thân rễ nhỏ, hình cầu; củ không cuống thuôn dài. Búi lá dài 2,5–3 ft (76–90 cm), cuống lá dài, thanh mảnh, dài bằng phiến lá; phiến lá có kết cấu rắn chắc hơn so với thường thấy trong chi này, rất nhẵn nhụi, dài 1-1, 5 ft (30–46 cm), lá hình mũi mác, thu nhỏ dần về phía đáy và đỉnh nhọn. Lá bắc hoa nhỏ, dài dưới 1 inch (2,5 cm), dạng màng, rất tù; lá bắc mào ít, thuôn dài, sáng màu với ánh đỏ. Cuống cụm hoa dài 1 ft (30 cm), thanh mảnh, mọc thẳng. Cụm hoa bông thóc rậm, 3-4 × 1 inch (7,5-10 × 2,5 cm). Hoa? (do tác giả chỉ thấy mẫu hoa héo).